# 水車姑娘

《水車姑娘》，是1967年發行的一首臺灣戰後時期的臺語流行歌曲，該曲旋律出自於日本歌手美空雲雀於1961年推出的歌曲，由米山正夫作曲，而中文版由葉俊麟作詞，由五虎唱片發行。

A面第一首歌即為水車姑娘，封面照為江蕾。

演唱者為年僅9歲的陳淑樺，這首歌收錄在陳淑樺與江蕾共同錄製名為《唱歌成名》的台語專輯，而其中「水車姑娘」是陳淑樺初試啼聲的歌曲。
本首歌曲翻唱者眾多，如方瑞娥、江蕙、黃乙玲、曾心梅、蔡幸娟、洪榮宏、羅時豐、孫淑媚、黃思婷等皆為佼佼者。

## 連結
- YouTube上的陳淑樺 - 水車姑娘